# Bianca Comparato
Pour les articles homonymes, voir Comparato.
Bianca Comparato est une actrice brésilienne, née le 19 novembre 1985 à Rio de Janeiro.
Elle se fait connaitre pour des petits rôles dans des séries télévisées brésiliennes. Elle accède à une renommée internationale grâce à son rôle de Michele Santana dans la série 3%, produite par Netflix.

## Biographie

### Famille
Bianca de Souza Mendes Comparato est la fille de l'écrivain Doc Comparato et la sœur aînée de l'actrice Lorena Comparato. Elle a des origines portugaises et italiennes.

### Vie privée
En janvier 2020, Bianca Comparato est en couple avec l'actrice Alice Braga depuis 3 ans. Elles vivent une relation à distance.

## Filmographie

### Cinéma

#### Courts métrages
- 2006 : Pedro, Ana e a Verdade d'Arthur Vinciprova
- 2012 : Singelos Envelopes: The Mailbox de Bruno Vaks : Emilia

#### Longs métrages
- 2006 : Anjos do Sol (pt) de Rudi Lagemann (pt) : Inês
- 2010 : Comment t'oublier ? de Malu de Martino : Carmem Lygia
- 2013 : Somos tão Jovens (pt) de Antonio Carlos da Fontoura (pt) : Carmem Teresa
- 2014 : Irmã Dulce (pt) de Vicente Amorim : Irmã Dulce jeune
- 2015 : Bem Casados d'Aluizio Abranches (en) : Alice
- 2017 : Todas As Razões Para Esquecer de Pedro Coutinho : Sofia
- 2017 : Talvez Uma História de Amor de Rodrigo Bernardo : Katy

### Télévision
- 2005 : Senhora do Destino : Helen
- 2005 : Cilada (pt)
- 2005-2006 : Belíssima : Maria João
- 2006 : Cobras e Lagartos : Rosemere
- 2006 : Por Toda Minha Vida (pt) : Elis Regina
- 2007 : Antônia (en) : Mariah
- 2007 : Toma Lá, Dá Cá (en) : Gelda
- 2008 : Beleza Pura : Luiza
- 2009-2011 : Aline (pt) : Kelly
- 2011 : Tapas & Beijos (en) : Carol
- 2011 : A Vida da Gente : Nina
- 2012 : As Brasileiras (en) : Natasha
- 2012 : Avenida Brasil : Betânia Almeida
- 2013 :  A Menina sem Qualidades : Ana
- 2013 : Sessão de Terapia (en) : Carol Martins
- 2015 : O Hipnotizador (pt)
- 2015 : Romance Policial: Espinosa : Luana
- 2016-2020 : 3% : Michele Santana (rôle principal)